# Ingénieur commercial en informatique
Un ingénieur commercial en informatique est une personne chargée de vendre des logiciels et/ou des prestations de services en informatique.

## Historique
Historiquement, en effet, les ingénieurs commerciaux en société de services informatiques vendaient principalement des prestations dites « de régie ». Leur activité se concentre désormais sur des ventes de forfaits ou des ventes de prestations dans le cadre des centres de services (cf. les  types de prestations en société de services informatique).
Le métier d'ingénieur commercial dans le domaine de la prestation de services informatique a fortement évolué ces dernières années, notamment en raison d'un changement de la loi française sur le travail rendant illicite la location de main d'œuvre (cf. délit de marchandage).

## Formation
Ces nouvelles prestations demandent plus de connaissances de la part des ingénieurs commerciaux dans diverses technologies ainsi que dans les domaines contractuels. 

## Emploi

### chez un éditeur de logiciels
La plupart des éditeurs de logiciels sont dotés d'une force de vente constituée d'ingénieurs commerciaux. Ces ingénieurs commerciaux ont pour mission de développer et de gérer un portefeuille de clients consommateur du ou des logiciels vendus.
La plupart du temps, l'ingénieur commercial ne vend pas que des licences logicielles mais aussi des prestations autour de la vente de logiciel, prestations qui peuvent être de plusieurs natures :
- installation du logiciel et configuration chez le client ;
- formation à l'utilisation du logiciel ;
- passage d'une version à l'autre de logiciel.

Des prestations plus élaborées peuvent aussi être définies dans le cadre où le logiciel vendu est plus complexe à mettre en œuvre. On parle alors de prestations d'intégration de logiciels, ces prestations pouvant aller jusqu'à proposer la prise en charge complète par l'éditeur de logiciel d'un projet de mise en œuvre chez un client.

### Dans une société de services informatiques
Dans le cas particulier de prestations rendus dans le cadre de centres de services délocalisés dans des pays étrangers (Inde, Chine, Tunisie, Maroc, etc.), la partie négociation contractuelle peut être relativement complexe.